# Хориокарцинома
Хориокарцинома — трофобластический рак, обычно плаценты.  Он относится к злокачественному концу спектра при трофобластической болезни. Хориокарцинома также классифицируется как опухоль зародышевой клетки и может возникать в яичке или яичнике.

## Локализация
Чаще всего хориокарцинома локализуется в теле матки, реже в маточной трубе, яичнике, в брюшной полости.

## Метастазирование
Хориокарцинома быстро метастазирует гематогенным путём, наиболее часто поражаются лёгкие – 70-80 %, влагалище – 30-34 %, головной мозг – 10-13 %, ЖКТ – 4-5%, почки – 4-5%, печень – 10-11 %, параметрий –  6 % случаев.

## Диагностика
Основными методами диагностики при хориокарциноме являются ультразвуковая диагностика и компьютерная томография органов малого таза. Также обращает на себя внимание увеличение уровня ХГЧ и пролактина вместе с увеличением срока беременности. Высокоинформативным методом диагностики является гистеросальпингография, особенно, если опухоль локализуется в полости матки с поверхностным врастанием в миометрий. Морфологическое подтверждение является важным, но не обязательным, поскольку каждое выскабливание матки ухудшает течение заболевания.

## Лечение
Основным методом лечения является противоопухолевая лекарственная терапия, адекватная химиотерапия позволяет достичь полного выздоровления большинства пациенток.
Эффективность химиотерапии оценивается по уровню снижения ХГЧ, химиотерапию рекомендуется проводить до нормализации уровня ХГЧ с последующими тремя профилактическими курсами.
При неэффективности химиотерапии или при появлении кровотечения из опухоли или метастазов, при перфорации матки рекомендуется хирургическое лечение. В зависимости от размеров опухоли, выполняется либо органосохраняющая гистеротомия с иссечением в пределах здоровых тканей, либо резекция поражённого органа.
При метастазах в головном мозге применяют лучевую терапию.